# Michail Michajlov (cestista)
Michail Aleksandrovič Michajlov (in russo Михаил Александрович Михайлов?; Čeljabinsk, 17 maggio 1971) è un ex cestista e allenatore di pallacanestro russo con cittadinanza spagnola.

## Carriera
Con la Russia ha disputato due edizioni dei Campionati mondiali (1994, 1998) e tre dei Campionati europei (1993, 1995, 1997).

## Palmarès

### Giocatore
- Campionato spagnolo: 1

Real Madrid: 1999-2000
- Campionato russo: 2

Ural Great Perm': 2000-01, 2001-02